# Tricentra fartaria
Tricentra fartaria är en fjärilsart som beskrevs av Achille Guenée 1858. Tricentra fartaria ingår i släktet Tricentra och familjen mätare. Inga underarter finns listade i Catalogue of Life.